# Пен Ченьлян
Пен Ченьлян (спрощ.: 彭陈亮; піньїнь: Péng Chénliàng; 2 листопада 1994, Юньнань, Китай — 4 листопада 2024, Україна) — китайський доброволець, який брав участь у Російсько-українській війні на боці України.

## Біографія
Пен покинув Китай після того, як влада протягом семи місяців утримувала його за протайванські, антиросійські та антикомуністичні пости в Twitter. Він ослелився у Львові, мав дівчину-українку.
В квітні 2024 року вступив Український Іноземний Легіон. Загинув у бою в Східній Україні.